# Acrobasis
Genre
Le genre Acrobasis regroupe plusieurs espèces de lépidoptères (papillons) appartenant à la famille des Pyralidae.

## Espèces rencontrées en Europe
- Acrobasis bithynella Zeller, 1848
- Acrobasis centunculella (Mann, 1859)
- Acrobasis consociella (Hübner, 1813)
- Acrobasis glaucella Staudinger, 1859
- Acrobasis klimeschi Roesler, 1978
- Acrobasis obliqua (Zeller, 1847)
- Acrobasis obtusella (Hübner, 1796)
- Acrobasis porphyrella (Duponchel, 1836)
- Acrobasis romanella (Millière, 1870)
- Acrobasis sodalella Zeller, 1848

- Acrobasis vaccinii Riley, 1884 (Amérique du Nord)